# Politique du rayon de soleil

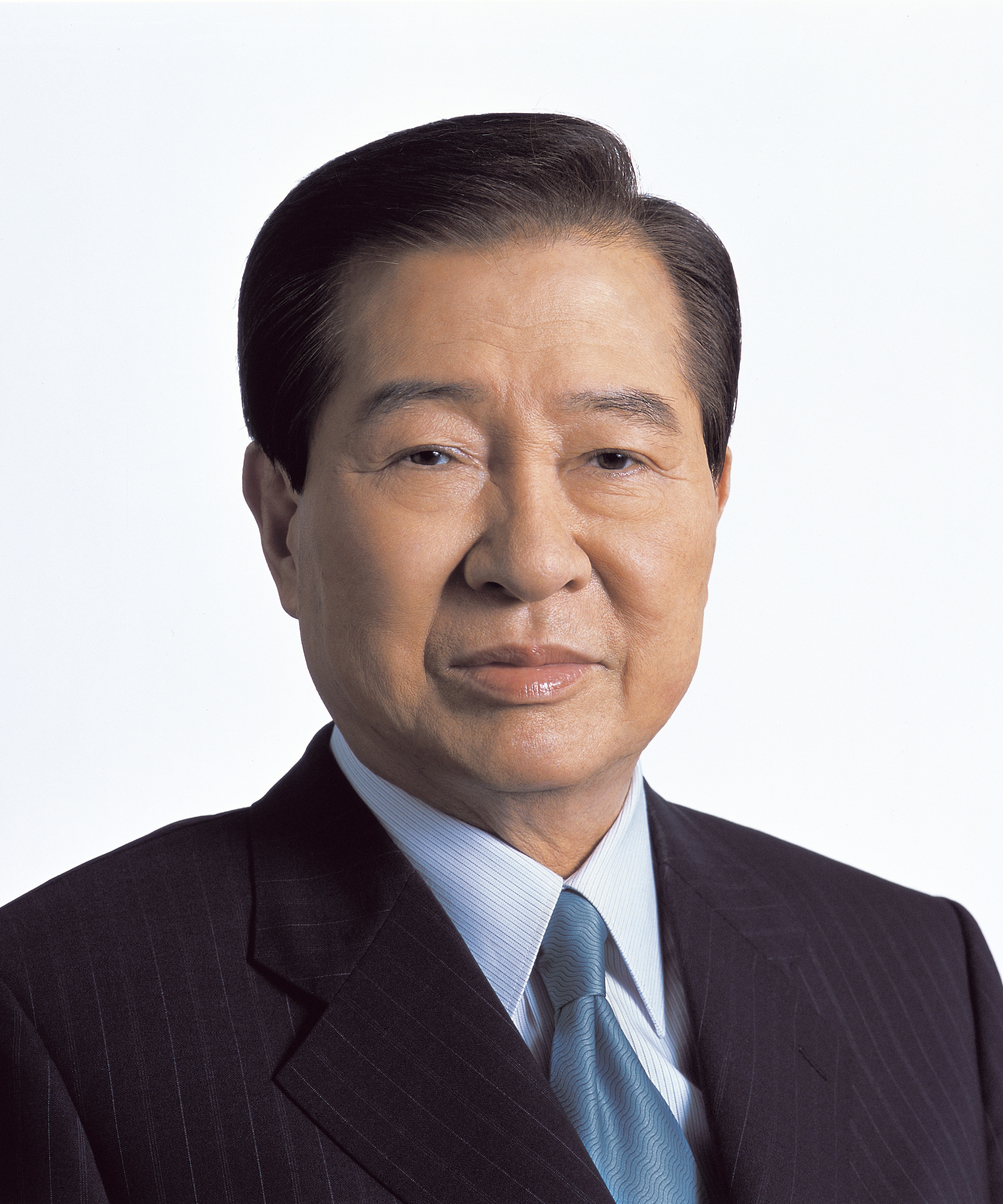
Le président sud-coréen Kim Dae-jung, à l'origine de la politique du rayon de soleil.

La politique du rayon de soleil (hangeul : 햇볕 정책 ; RR : Haetbyeot jeongchaek) est le nom de la politique étrangère de la Corée du Sud envers la Corée du Nord de 1998 à 2008.
En 1998, le président sud-coréen, Kim Dae-jung, met en place une politique visant à adoucir l'attitude de la Corée du Nord envers la Corée du Sud, en la nommant d'après une des fables d'Ésope, Phébus et Borée. Bien que le nom provienne de ce texte antique, l'idée se base sur la manière coréenne traditionnelle de traiter avec ses ennemis en leur offrant des cadeaux pour les dissuader de vouloir causer du tort, la morale étant que le persuasion est plus efficace que la violence.
L'application de cette politique provoque une plus grande relation politique entre les deux États et quelques moments historiques dans les relations coréennes : les deux sommets inter-coréens (en) tenus à Pyongyang (en juin 2000 et octobre 2007), plusieurs importants investissements commerciaux et de brèves réunions de membres de familles, séparées depuis la guerre de Corée dans les années 1950.
En 2000, Kim Dae-jung reçoit le Prix Nobel de la paix pour la mise en œuvre réussie de la politique du rayon de soleil.

## Aperçu
Le but principal de la politique est d'adoucir l'attitude de la Corée du Nord envers le Sud en encourageant l'interaction et l'aide économique.
La politique comporte trois principes de base :
- Aucune provocation armée de la Corée du Nord ne sera tolérée.
- Le Sud ne tentera pas d'absorber le Nord de quelques manières que ce soit.
- Le Sud recherchera activement la coopération.

Ces principes sont destinés à transmettre le message que le Sud ne veut pas annexer le Nord, ni miner son gouvernement. Son but affiché est la coexistence pacifique plutôt que le changement de régime.
L'administration nord-coréenne des Kim impose également deux autres composantes majeures à cette politique. La première est la séparation de l'économie et de la politique. Dans la pratique, cela signifie que le Sud assouplit les restrictions sur son secteur privé pour investir en Corée du Nord, limitant sa propre implication essentiellement à l'aide humanitaire. Il s'agit initialement d'améliorer à la fois l'économie du Nord et d'induire un changement dans sa politique économique, mais ce dernier but n'est que plus tard (au moins officiellement) souligné.
La deuxième composante est l'exigence de réciprocité du Nord. Initialement, il est prévu que les deux États se traitent en égaux, chacun faisant des concessions et des compromis. La plupart des critiques de la politique découlent peut-être de l'important recul du Sud sur ce principe face à une rigidité inattendue du Nord. La politique rencontre des problèmes seulement deux mois après son commencement, alors que la Corée du Sud demande la création d'un centre de réunion pour les familles séparées en échange d'aide en engrais. La Corée du Nord juge cela comme étant de la rétorsion et interrompt les pourparlers. Un an plus tard, le Sud annonce que son objectif est une « réciprocité flexible » basée sur les valeurs du confucianisme, le « grand frère » de la relation étant le Sud qui fournit de l'aide sans attendre en retour de réciprocité immédiate et sans demander une quelconque forme de réciprocité spécifique. Le Sud annonce également qu'il fournira une aide humanitaire sans aucune attente de concessions en retour.
La logique de la politique est basée sur la conviction que, même à la vue de ses pénuries persistantes et de ses difficultés économiques, le gouvernement du Nord ne s'effondrera pas, ni ne se désagrégera, ni ne se réformera, même si le Sud appliquait une forte pression. Les tensions militaires sont jugées comme pouvant être atténuées par un dialogue bilatéral et multilatéral. Cela est souligné par la normalisation des relations politiques et économiques de la Corée du Nord avec les États-Unis, ainsi qu'avec le Japon.

## Présidence de Kim Dae-jung (1998-2003)
Sous l'administration de Kim Dae-jung, la politique du rayon de soleil est formulée pour la première fois et mise en application. Le développement de coopérations économiques Nord-Sud commencent, par exemple pour la construction d'une voie ferrée ou par la création de la région touristique des monts Kumgang que visitent plusieurs milliers de touristes sud-coréens jusqu'en 2008 quand un touriste sud-coréen est abattu par les forces nord-coréennes, ce qui provoque l'annulation des voyages. Bien que les négociations au sujet des familles séparées soient difficiles, trois réunions familiales ont tout de même lieu.
En 2000, Kim Dae-jung et Kim Jong-il se rencontrent à un sommet pour la première fois entre dirigeants des deux États coréens depuis la guerre de Corée. Le sommet a lieu du 13 au 15 juin à Pyongyang et se conclut par l'adoption de la déclaration commune Nord-Sud du 15 juin 2000 (en) par les deux Corées. Dans ce document, les deux pays se mettent d'accord sur cinq points : régler la question d'une réunification de manière indépendante, et pacifiquement, résoudre les problèmes humanitaires comme les familles séparées, encourager la coopération et les échanges dans l'économie et dialoguer entre le Nord et le Sud. Après le sommet, les discussions entre les deux États se retrouvent cependant bloquées. La critique de la politique s'intensifie et le ministre sud-coréen de l'Unification Lim Dong-won (en) subit une motion de censure le 3 septembre 2001. Après les attentats du 11 septembre 2001, les États-Unis déclarent la Corée du Nord comme faisant partie de l'« Axe du Mal » et le Nord arrête toutes ses négociations avec le Sud. En 2002, une brève escarmouche navale a lieu près d'une zone de pêche disputée, lors de laquelle 6 marins sud-coréens sont tués, refroidissant encore plus les relations entre les deux pays,.
Des allégations crédibles accusent plus tard l'administration de Kim Dae-jung d'avoir organisé le sommet de 2000 avec un don de plusieurs centaines de millions de dollars (en) à la Corée du Nord.

## Présidence de Roh Moo-hyun (2003-2008)

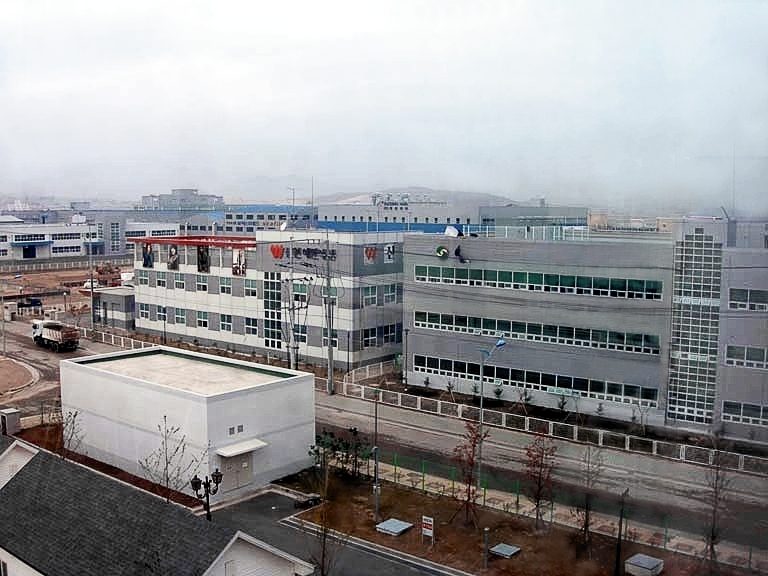
La zone industrielle de Kaesong, ouverte en 2004 dans le cadre de la politique du rayon de soleil, est pendant des années le seul lieu de rencontre économique entre les deux Corées jusqu'à sa fermeture en février 2016 pendant les tensions provoquées par un nouvel essai nucléaire nord-coréen.

Le président Roh Moo-hyun poursuit la politique de son prédécesseur, et les relations dans la péninsule coréenne se réchauffent à partir de 2002. En 2003, la question de la possession par le Nord d'armes nucléaires refait surface, avec la Corée du Nord et les États-Unis s'accusant mutuellement de violer le cadre convenu (en) signé en 1994.
Néanmoins, Roh reste engagé dans la politique et son gouvernement continue de fournir une aide humanitaire au Nord. Les deux gouvernements poursuivent leur coopération sur les projets entrepris sous Kim Dae-jung et débutent également la création de la zone industrielle de Kaesong, la Corée du Sud dépensant l'équivalent d'un peu plus de 324 millions $ en aide au Nord en 2005.
Il semble y avoir une tendance pro-unification chez les Sud-Coréens durant la présidence de Roh, bien qu'il existe des différences importantes entre les générations, les groupes politiques et les régions,,. Mais le Parti Uri dominant, qui la prône fortement, subit des défaites électorales et, en 2008, perd sa majorité au gouvernement. Le nouveau gouvernement adopte une position plus dure envers la Corée du Nord.
Les gouvernements du Nord et du Sud acceptent cependant de tenir un nouveau sommet à Pyongyang le 20 août 2007, mais il est reporté du 2 au 4 octobre en partie à cause d'une crise interne en Corée du Nord. Contrairement à son prédécesseur Kim Dae-jung qui s'était rendu à Pyongyang en avion, Roh fait le trajet en voiture depuis Séoul le 2 octobre. Il fait une halte à Panmunjeom et traverse la ligne de démarcation militaire à pied, déclarant que son geste symbolise la future réunification de la Corée.

## Réconciliation par le cinéma
Le cinéma fut un facteur important dans l’humanisation réciproque des peuples des deux côtés de la frontière, les coréens du sud percevant que les nord-coréens n’était pas uniquement des fanatiques le couteau entre les dents, et les nord-coréens comprenant que la Corée du Sud n’étant pas le pays décrié par la propagande,.

## Critique
Le transfuge et journaliste nord-coréen Kang Chol-hwan (en), qui a passé neuf ans dans un camp de prisonniers en Corée du Nord, affirme que Kim Dae-jung fait erreur en offrant de l'aide au Nord sans émettre de conditions d'amélioration des droits de l'homme en retour. Kang désapprouve la qualification de la politique du rayon de soleil comme moyen d'installer la paix entre le Nord et le Sud et questionne le concept de l'aide humanitaire sans lien de dépendance, en déclarant qu'« il est important de comprendre que les Nord-Coréens ne sont pas affamés en raison d'un manque d'aide de la Corée du Sud ou des États-Unis mais parce qu'ils sont privés de liberté. Offrir de l'aide permet uniquement au gouvernement de perdurer et prolonge la famine, ce qui est assurément un résultat pervers ».
De même, selon Stephan Haggard et Marcus Noland, il est mentionné que la famine est causée par une distribution inégale du gouvernement nord-coréen, en plus d'une mauvaise météo et du manque de terres cultivées.
Certains critiques de la politique du rayon de soleil soutiennent que plutôt que d'augmenter les chances de réunification ou de saper le régime en Corée du Nord, elle est utilisée à la place pour des gains politiques dans la politique intérieure du Sud. Ils précisent que cela est démontré par l'attitude de la Corée du Nord, ses provocations continues et ses activités criminelles, tout comme la bataille navale de 2002 qui laisse plusieurs marins sud-coréens morts, et ce qu'ils appellent la réticence générale du Nord à faire des réciproques aux gestes de bonne volonté de Séoul, ce qui prouve que le Nord ne s'intéresse qu'à recevoir de l'argent et à aider à soutenir son régime communiste. Les critiques pensent également que, en échange de l'aide humanitaire, le Sud devrait exiger un retour du Nord qui détient des citoyens sud-coréens et d'anciens soldats faits prisonniers pendant la guerre de Corée. Certains considèrent la zone industrielle de Kaesong comme un simple moyen pour les grandes entreprises sud-coréennes d'employer des travailleurs sous-payés.
De nombreux observateurs conservateurs sud-coréens estiment qu'il y a un affaiblissement de l'alliance entre les États-Unis et la Corée du Sud en raison, en grande partie, de la politique du rayon de soleil. Ils pensent qu'elle a conduit le Sud à favoriser les intérêts du Nord par rapport à ceux de son allié américain et les politiciens sud-coréens à calmer ou à censurer déraisonnablement les critiques du Nord et même à ignorer les sacrifices de leurs propres soldats afin d'éviter de tourmenter le Nord,,. Ils affirment que cela nuit à l'intérêt national du Sud d'être allié aux États-Unis et réduit réellement les chances d'une réunification harmonieuse et pacifique. À l'échelle internationale et nationale, le gouvernement sud-coréen est critiqué pour s'être abstenu à plusieurs reprises de votes aux Nations Unies pour condamner l'état des droits de l'homme en Corée du Nord,,. Le gouvernement défend ses abstentions en citant le caractère spécial des relations inter-coréennes.
Des conspirations ont été prétendues pour expliquer les motivations de la Corée du Sud dans cette politique. Un transfuge nord-coréen ayant travaillé sur des systèmes d'armement affirme que les renseignements sud-coréens voulait supprimer son témoignage, car cela aurait provoquait des critiques de la politique. Selon le Wall Street Journal, plusieurs sénateurs américains croient à cette histoire.
Malgré les réactions diverses et les critiques de la politique du rayon de soleil, il existe encore aujourd'hui des débats sur son efficacité. Même ses opposants s'accordent sur le fait que l'aide humanitaire d'urgence, qui a été offerte par la communauté internationale ainsi que par la Corée du Sud, a contribué à soulager la grande famine en Corée du Nord à la fin des années 1990. Le fait est que les politiques de coopération qui en découlent provoquent une contradiction dans les arguments de bonne volonté en indiquant que le gouvernement guide l'aide économique, ainsi que les investissements directs vers le régime hypermilitarisé nord-coréen. Ce qui, à cause de cela, retarde les réformes économiques nécessaires, et bloque par conséquent la crise nucléaire. Ce débat est maintenant entré dans une phase décisive. Le dernier examen de la bombe à hydrogène supposée du Nord semble très erroné sur son efficacité et sa capacité à produire un résultat positif sur la politique du rayon de soleil. L'idée est que l'aide économique sud-coréenne pourrait réussir à inciter une réforme au Nord et à ouvrir le régime communiste, ce qui favoriserait la paix entre la Corée du Nord et la Corée du Sud. Même avec tous ces efforts et ces bonnes intentions comprises dans la politique du rayon de soleil, la politique en elle-même commence à s'effriter et ne semble plus être poussée davantage. Le gouvernement sud-coréen reconnaît officiellement les effets contraires provoqués à la place de ceux espérés. La présidente Park Geun-hye déclare que l'époque est « fini où nous nous sommes cachés devant les provocations du Nord et l'aide sans conditions au Nord » Cette déclaration est faite devant l'Assemblée nationale de Corée du Sud. Cette réévaluation critique entraîne l'arrêt complet des activités du complexe industriel de Kaeseong. Celui-ci était le dernier symbole de la politique du rayon de soleil et est finalement fermé le 11 février 2016. L'une des raisons pour lesquelles la politique du rayon de soleil aurait échoué est à cause de la Corée du Nord elle-même qui est un partenaire difficile. Une autre raison est qu'il existait un manque d'unité internationale ou de travail d'équipe pour les objectifs visés. Cela a diminué l'efficacité de l'aide, ce qui semblait rendre le problème encore pire politiquement parlant à ce qu'il était déjà.
Cependant, il est également suggéré que la politique du rayon de soleil a eu un effet positif sur la position militaire et nucléaire de la Corée du Nord. Kim Suk-young mentionne que le gouvernement nord-coréen est « à la fois fort et faible », affecté par des « pressions externes et internes », et ses décisions de se militariser et de se nucléariser sont faites d'après les relations qu'il a avec les autres pays. L'auteur de Inside the Red Box: North Korea’s Post-Totalitarian Politics, Patrick McEachern, analyse également que le gouvernement de la Corée du Nord n'a pas décidé ses politiques et que les pressions exercés sur elle n'ont jamais modifié son comportement pour devenir pacifique et suggère qu'elles ne le feront jamais. L'opinion selon laquelle la politique du rayon de soleil a entraîné une baisse des tensions peut être mise en relief en comparant le nombre de tests de missiles nord-coréens et les essais nucléaires pendant la période avec ceux de la politique hostile suivante de la présidence de Lee Myung-bak. La Corée du Nord a engagé des tests nucléaires à cinq reprises et des tests de missiles à huit reprises en huit ans depuis 2008. Par comparaison, un seul essai nucléaire et trois tests de missiles sont réalisés avant 2008. Cependant, cela peut aussi être révélateur du fait que le Nord gagnait à l'époque des capacités technologiques pour effectuer d'importants essais nucléaires et de missiles à partir de 2008.

## Postérité et fin

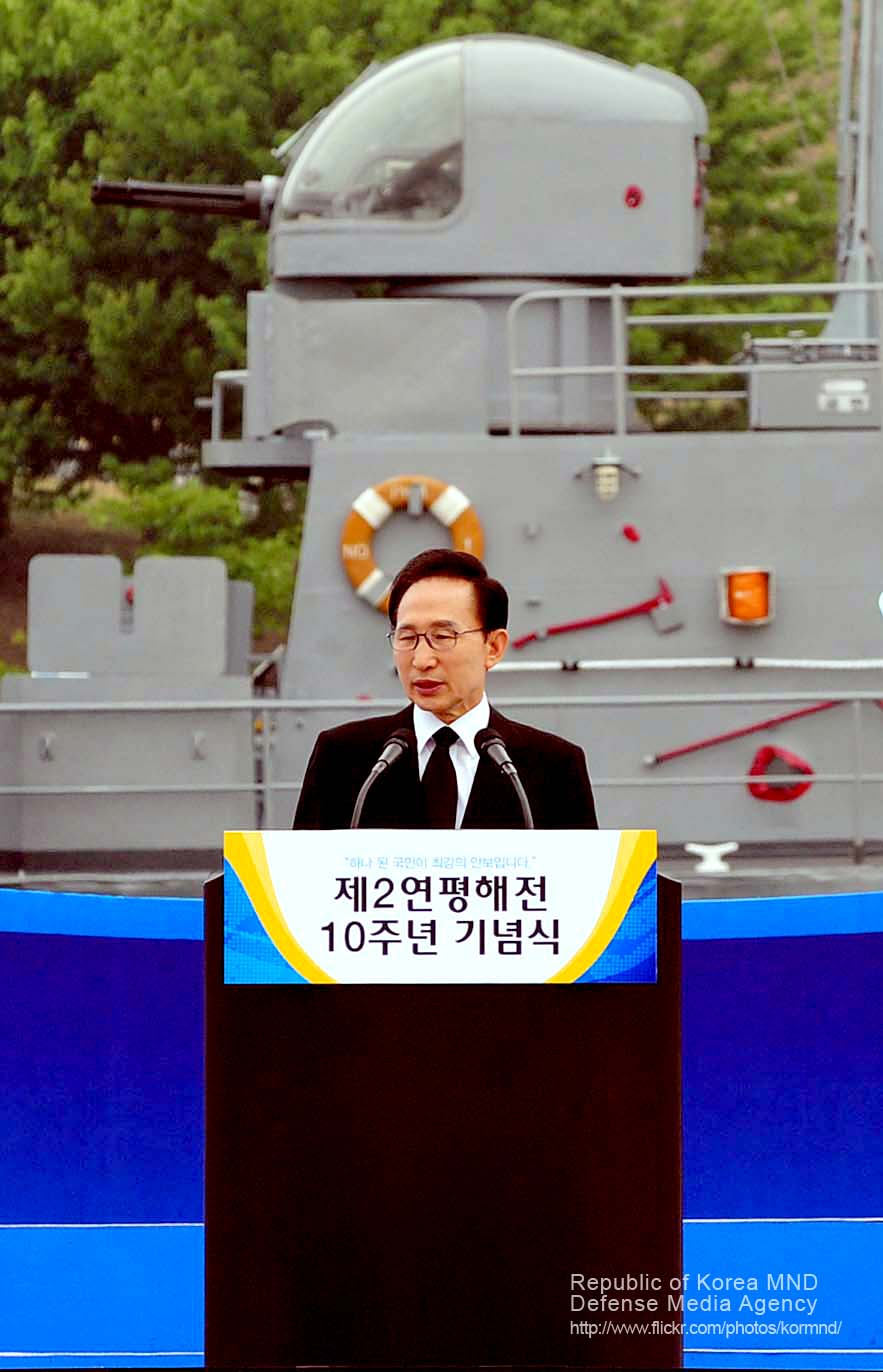
Le président Lee Myung-bak, élu en 2008, met fin à la politique du rayon de soleil qui est considérée comme un échec, principalement du fait que la Corée du Nord n'a aucune volonté réelle d'ouvrir un dialogue visant à la réunification de la Corée.

Le 9 octobre 2006, après l'essai nucléaire et la crise des missiles nord-coréens, la Corée du Sud suspend son aide au Nord et met son armée en état d'alerte. Il y a alors beaucoup d'inquiétudes quant à la manière dont la Corée du Sud peut maintenir une politique de coopération envers le Nord lorsque de tels actes provocateurs se produisent. Toutefois, le gouvernement de la Corée du Sud insiste sur le fait qu'au moins certains fruits de la politique du rayon de soleil, comme la région touristique des monts Kumgang et la zone industrielle de Kaesong, poursuivent leurs activités.
En mars 2008, le nouveau président de la Corée du Sud, Lee Myung-bak, et son Grand parti national, adoptent cependant une attitude différente envers la Corée du Nord, et le gouvernement sud-coréen déclare que toute expansion de la coopération économique dans la région industrielle de Kaesong n'aura lieu que si le Nord résout la crise internationale sur ses armes nucléaires. Les relations se refroidissent à nouveau, la Corée du Nord ayant fait de nouvelles actions provocantes, comme une série de tests de missiles navals de courte portée.
Après l'essai nucléaire nord-coréen du 25 mai 2009, les relations entre Séoul et Pyongyang se tendent encore. Selon Kang Jung-min dans le Bulletin des scientifiques atomiques, « En raison de la politique du rayon de soleil commencée en 1998, de nombreuses organisations non gouvernementales sud-coréennes, ainsi que les citoyens du pays, ne s'inquiétaient pas des menaces de la Corée du Nord, estimant que Pyongyang n'utiliserait jamais d'armes nucléaires contre eux ». La réponse de la Corée du Sud au test nucléaire, atténuée par la mort récente de son ancien président Roh Moo-hyun, comprend la signature de l'initiative de sécurité en matière de prolifération pour empêcher l'expédition de matériels nucléaires en Corée du Nord.
En novembre 2010, le ministère sud-coréen de l'Unification déclare officiellement l'échec de la politique du rayon de soleil, mettant ainsi fin à cette doctrine politique,.